# Maurice Philippe
Maurice Phillippe (30 aprile 1932 – 5 giugno 1989) è stato un ingegnere britannico, progettista di vetture di Formula 1 e aerei.
Phillippe progettò la sua prima vettura nel 1955, chiamata MPS (Maurice Phillippe Special), mentre lavorava allo sviluppo dell'aereo Comet 4 per la De Havilland Aircraft Company.
Phillippe corse con una Lotus 7 nel 1963 e 1964, nel 1965 Colin Chapman lo inserì nella sua squadra di progettisti al Team Lotus. Phillippe e Chapman prima ridisegnarono la Lotus 39, poi produssero le Lotus 43, Lotus 49, la rivoluzionaria Lotus 72 e la Lotus 56 a turbina per le gare Indycar.
Nel 1972, Phillippe lasciò la Lotus e andò a lavorare per il team americano di Parnelli Jones, progettando la Parnelli VPJ4-Cosworth per la F1, che corse nel 1975 pilotata da Mario Andretti.
Nel 1977, rimpiazzò Derek Gardner come tecnico della Tyrrell, occupandosi della Tyrrell P34, la prima e unica vettura a 6 ruote che ha corso in Formula 1, in quel momento in grave difficoltà di prestazioni, e alla fine di quello stesso anno realizzò la Tyrrell 008 che ottenne il quarto posto nel campionato costruttori di Formula 1 del 1978. Nel 1979 progettò la 009 la prima Tyrrell a  sfruttare l'effetto suolo, poi negli anni seguenti, progettò la varie Tyrrell. Particolarmente longeve, anche per mancanza di mezzi, furono le Tyrrell 011 e Tyrrell 012 che parteciparono al campionato mondiale per diverse stagioni. Sue sono la Tyrrell 014  e la Tyrrell 015 turbo Renault. Con la collaborazione di Brian Lisles, realizzerà nel 1987 la DG016, la prima Tyrrell interamente progettata al computer, nonché modello del ritorno all'aspirato e vincitrice del "trofeo Colin Chapman" e la Tyrrell 017 nel 1988.
Passato alla March, nel 1988, progettò la March-Alfa Romeo 89CE per Indy, ma, malato di cancro, morì suicida nel 1989 prima di veder correre la vettura.